# Parlamentswahl in Sri Lanka 2015

Zusammensetzung des Parlaments nach der Parlamentswahl 2015:
Regierung (107):
Punktuelle Unterstützung der Regierung (22):
Opposition (96):

Die Parlamentswahl in Sri Lanka 2015 fand am 17. August 2015 statt. Es handelte sich um eine vorgezogene Wahl, da die sechsjährige Legislaturperiode des 2010 gewählten Parlaments von Sri Lanka noch bis April 2016 gedauert hätte. Die United National Party (UNP) des amtierenden Regierungschefs Ranil Wickremesinghe gewann 106 von 225 Parlamentssitzen und wurde damit stärkste Kraft, die United People’s Freedom Alliance (UPFA) von Mahinda Rajapaksa erlitt dagegen eine empfindliche Niederlage. Damit wurde der parlamentarische Rückhalt der Regierung Wickremesinghe, die sich ein umfangreiches Paket innenpolitischer Reformen vorgenommen hatte, deutlich gestärkt.

## Vorgeschichte
Die letzte Parlamentswahl fand in Sri Lanka im April 2010 statt und wurde von der UPFA, dem Parteienverbund des kurz zuvor im selben Jahr wiedergewählten Präsidenten Mahinda Rajapaksa gewonnen. Rajapaksa befand sich damals in einem Popularitätshoch, da es unter seiner Präsidentschaft gelungen war, die aufständischen Tamil Tigers militärisch entscheidend zu besiegen und damit den seit Jahrzehnten andauernden Bürgerkrieg in Sri Lanka zu beenden. Während Rajapaksas 10-jähriger Regierungszeit als Präsident von 2005 bis 2015 wuchs die Kritik an seiner Amtsführung. Ihm wurden Nepotismus und ein selbstherrlich-autokratischer Regierungsstil vorgeworfen. Zahlreiche Ämter in der Wirtschaft und im Staatsapparat wurden vom einflussreichen Familienclan der Rajapaksas besetzt. Von internationaler Seite wurden mit Besorgnis ein Klima der politischen Einschüchterung und immer wiederkehrende Menschenrechtsverletzungen, vor allem gegenüber der tamilischen Minderheit im Land beklagt. Auch wurden die Menschenrechtsverletzungen zur Zeit des Bürgerkriegs nicht juristisch aufgearbeitet. Nach UN-Schätzungen waren in der Endphase des Bürgerkrieges mehr als 40.000 tamilische Zivilisten durch Regierungstruppen getötet worden. Im Oktober 2014 kündigte Rajapaksa vorgezogene Präsidentschaftswahlen für den Januar 2015 an, bei denen er erneut als Kandidat antrat. Zuvor war auf sein Betreiben hin die Verfassung geändert worden, um ihm eine dritte Amtszeit zu ermöglichen. Nach Ansicht politischer Beobachter hatte der Präsident seinen kontinuierlichen allmählichen Popularitätsverlust wahrgenommen und wollte noch rechtzeitig zu einem ihm günstig scheinenden Zeitpunkt, solange er sich einer Mehrheit sicher glaubte, Neuwahlen abhalten solange kein überzeugender Oppositionskandidat in Sicht war.
Hier hatte sich Rajapaksa jedoch verkalkuliert. Einen Monat nach der Wahlankündigung erklärte überraschend sein eigener Gesundheitsminister, Maithripala Sirisena, seine Kandidatur gegen Rajapaksa. Sirisena trat von seinem Ministeramt zurück, trat aus der UPFA aus und gründete mit verschiedenen Gegnern Rajapaksas eine Wahlallianz. Bei der Präsidentschaftswahl am 8. Januar 2015 siegte Sirisena mit knapper Mehrheit über Rajapaksa und wurde einen Tag später als neuer Präsident Sri Lankas vereidigt.
Die Mehrheitsverhältnisse im sri-lankischen Parlament blieben trotz des Ausgangs der Präsidentschaftswahl jedoch dieselben. Hier hatte weiterhin die UPFA die Mehrheit. Innerhalb der UPFA gab es eine kleinere Fraktion, die Sirisena unterstützte und auch bei der Wahl unterstützt hatte. Die Mehrheit bestand jedoch aus den Anhängern Rajapaksas. Nach der Wahl wurde Sirisena wieder in die Sri Lanka Freedom Party (SLFP), die Hauptpartei der UPFA-Parteienallianz aufgenommen, da andernfalls eine Abspaltung der pro-Sirisena-Fraktion gedroht hätte. Gewissermaßen in einer 180° Kehrtwende wählte die SLFP ihn am 16. Januar 2015 zum Vorsitzenden, nachdem Rajapaksa von diesem Amt zurückgetreten war. Am 14. März 2015 wurde Sirisena auch Führer der UPFA-Parteienallianz. Er profitierte dabei von einer Regelung, die Rajapaksa eingeführt hatte um seine Vorgängerin Chandrika Kumaratunga aus dem Führungsamt zu drängen: dass nämlich der amtierende Präsident, so er denn UPFA-Mitglied sei, auch automatisch Anspruch auf die Führungsposition der UPFA haben sollte.
Schon vor der Wahl hatte Sirisena ein 100-Tage-Programm in Aussicht gestellt, das unter anderem verschiedene Reformen zur Demokratisierung Sri Lankas beinhaltete. Unter anderem war auch eine Änderung des Wahlrechts zum Parlament vorgesehen. Die Zahl der Parlamentsabgeordneten sollte von 225 auf 250 erhöht werden, wobei 196 in Einzelwahlkreisen nach relativem Mehrheitswahlrecht gewählt, und die restlichen über eine landesweite Liste entsprechend dem prozentualen Stimmenanteil der Parteien bestimmt werden sollten. Dafür wäre eine Verfassungsänderung (20. Verfassungszusatz) notwendig gewesen, für die sich im Parlament jedoch keine Zweidrittelmehrheit fand.
Der von Präsident Sirisena neu ernannte Regierungschef Ranil Wickremesinghe hatte Schwierigkeiten, sein Regierungsprogramm im Parlament durchzusetzen. Nachdem Sirisena schon kurz nach seiner Wahl seine Absicht verkündet hatte, in absehbarer Zeit Parlaments-Neuwahlen abhalten zu lassen, ließ er am 26. Juli 2015 das Parlament auflösen. Neuwahlen wurden für den 17. August 2015 angesetzt.

Sri-lankische Politiker
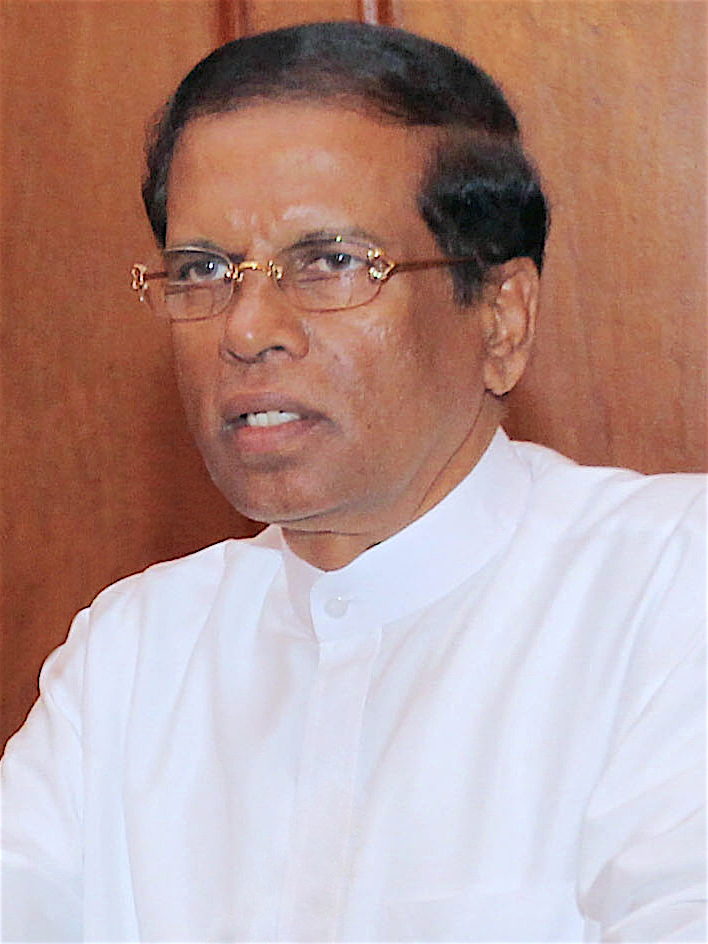
Maithripala Sirisena, Präsident von Sri Lanka seit dem 9. Januar 2015 (SLFP)
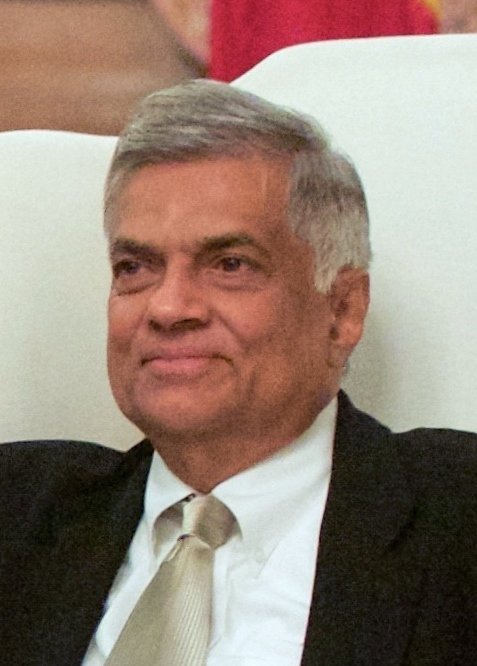
Ranil Wickremesinghe, UNP-Parteiführer und Premierminister seit dem 9. Januar 2015
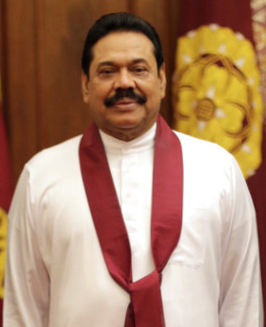
Mahinda Rajapaksa (SLFP), Ex-Präsident und parteiinterner Widersacher von Präsident Sirisena
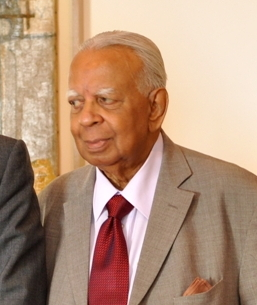
R. Sampanthan (TNA)

## Wahlmodus
Die Wahl erfolgt nach dem Verhältniswahlrecht. Das Land ist in 22 Mehrpersonen-Wahlkreise (electoral districts), die weitgehend identisch mit den Verwaltungsdistrikten Sri Lankas sind, eingeteilt. In jedem Wahlkreis werden eine bestimmte Zahl von Abgeordneten nach dem Verhältniswahlrecht entsprechend dem Stimmenanteil der jeweiligen Parteien gewählt. Beispielsweise wählt der Wahlkreis Colombo bei der jetzigen Wahl insgesamt 19 Abgeordnete. Die Wähler haben dabei die Möglichkeit die Reihenfolge auf dem Stimmzettel zu ändern, so dass nicht notwendigerweise die Kandidaten auf den ersten Plätzen der Parteiliste das Rennen machen. Insgesamt werden auf der Ebene der Wahlkreise 196 Abgeordnete gewählt. 29 weitere Abgeordnete werden aufgrund des landesweiten Abschneidens der Parteien bestimmt. Die Gesamtzahl der Abgeordneten beträgt damit 225.

## Wahlkampf
Am 6. Juli 2015 veröffentlichte die sri-lankische Wahlkommission eine Liste der 64 registrierten, zur Wahl zugelassenen politischen Parteien.
Bei der Wahl standen sich im Wesentlichen zwei große Parteienallianzen gegenüber: auf der einen Seite die United People’s Freedom Alliance (UPFA), in der die Sri Lanka Freedom Party (SLFP) die größte Partei bildete, und auf der anderen Seite die am 12. Juli 2015 neu gebildete United National Front for Good Governance (UNFGG). In der UNFGG unter Führung der United National Party (UNP), der Partei von Premierminister Ranil Wickremesinghe, waren außerdem noch der Sri Lanka Muslim Congress (SLMC), die Tamil Progressive Alliance (TPA) und die singhalesisch-buddhistische Jathika Hela Urumaya (JHU) verbündet. UPFA und UNFGG stellten in allen Wahlkreisen Sri Lankas Kandidaten auf.
Die radikalsozialistisch-nationalistische Janatha Vimukthi Peramuna (JVP) kandidierte ebenfalls in allen Wahlkreisen mit eigenen Kandidaten. Die Tamil National Alliance (TNA), ein Parteienverbund von Tamilenparteien stellte nur in fünf nördlichen und östlichen Wahlkreisen Kandidaten auf. Die Democratic Party des früheren Armeegenerals und Präsidentschaftskandidaten aus dem Jahr 2010 Sarath Fonseka kandidierte separat in allen Wahlkreisen außer Jaffna, Vanni und Polonnaruwa. Die nationalistisch-buddhistische Bodu Bala Sena kandidierte zusammen mit der Eksath Lanka Maha Sabha Party (ELMSP) als Bodu Jana Peramuna (BJP, „Buddhistische Volksfront“) in 15 Wahlkreisen.
Ex-Präsident Mahinda Rajapaksa erklärte Anfang Juli 2015 seine Absicht, für die UPFA bei der Wahl kandidieren zu wollen. Präsident Sirisena äußerte sich zunächst ablehnend, musste sich aber dann dem Druck der Rajapaksa-Anhänger in der UPFA/SPLF beugen, so dass Rajapaksa samt einiger seiner Vertrauensleute als Kandidat für die UPFA aufgestellt wurde. Am 21. Juli 2015 erklärte Sirisena in einer Ansprache vor SLFP-Funktionären, dass er eine Regierung unter Führung der SLFP anstrebe, in der sowohl Ex-Präsident Rajapaksa, als auch Ex-Präsidentin Chandrika Kumaratunga Mitglied seien. Beide sind allerdings bekanntermaßen miteinander verfeindet. Der Präsident befand sich in einer gewissen Zwickmühle. Einerseits wurde von ihm eine gewisse überparteiliche Neutralität erwartet, andererseits war er als Vorsitzender der SLFP und UPFA parteipolitisch gebunden und drittens wollte er ein politisches comeback seines Widersachers Rajapaksa, zum Beispiel in der Rolle des Premierministers verhindern, da mit Rajapaksa als Premierminister die von Sirisena angestrebten politischen Reformen nicht durchführbar wären.
Verschiedene Oppositionsparteien wie die JVP warfen Sirisena aufgrund dieses Taktierens Wahlbetrug vor. Viele Unterstützer von Präsident Sirisena aus der SLFP und UPFA, für die Rajapaksa ein rotes Tuch war, erklärten daraufhin ihre Unterstützung der UNP. Im Verlauf des Wahlkampfs berichteten sri-lankische Medien, dass Sirisena ein Schreiben an Rajapaksa gesandt habe, in dem dieser kategorisch ausschloss, ihn zum Premierminister zu ernennen. Daraufhin angesprochen meinte Rajapaksa am 13. August 2015, dass er einen solchen Brief bisher nicht erhalten habe.
Der Wahlkampf war, wie schon von vorangegangenen Wahlen bekannt, von zahlreichen gewalttätigen Auseinandersetzungen überschattet. Das Centre for Monitoring Election Violence (CMEV), eine regierungsunabhängige Organisation, berichtete für den Zeitraum vom 13. Juli bis 13. August 2015 über 143 schwerwiegende Vorfälle und 667 kleinere Vorfälle. Bei 12 Vorfällen waren Schusswaffen involviert. Bis zum 15. August 2015 kamen dabei vier Personen zu Tode. Im Vergleich zu vorangegangenen Wahlen gab es insgesamt deutlich weniger Zwischenfälle. Auch der eigentliche Wahltag verlief trotz Hunderter von Beobachtern des CMEV registrierter Zwischenfälle, bei denen es sich meist um Versuche der Wählerbeeinflussung oder -einschüchterung handelte, wesentlich friedlicher als bei vorangegangenen Wahlen. Beobachter sprachen sogar von der „fairsten und friedlichsten Wahl seit 20 Jahren“.

## Ergebnisse

### Gesamtergebnis
Die landesweite Wahlbeteiligung betrug 77,66 % (11.684.098 Wähler bei 15.044.490 Wahlberechtigten) und lag damit deutlich höher als bei der letzten Wahl 2010 (damals 61,26 %). Die Wahlbeteiligung war regional unterschiedlich und am niedrigsten in der Nordprovinz. Die Unterschiede waren aber bei weitem nicht so groß wie bei vorangegangenen Wahlen, bei denen teilweise große Teile der tamilischen Bevölkerung in der Nordprovinz nicht an der Wahl teilgenommen hatten.
| Partei/Wahlbündnis                                            | Partei/Wahlbündnis                                            | Kürzel                                                        | Stimmen              | %     | Sitze      | Sitze      | Sitze  |
| Partei/Wahlbündnis                                            | Partei/Wahlbündnis                                            | Kürzel                                                        | Stimmen              | %     | landesweit | Wahlkreise | gesamt |
| ------------------------------------------------------------- | ------------------------------------------------------------- | ------------------------------------------------------------- | -------------------- | ----- | ---------- | ---------- | ------ |
|                                                               | United National Front for Good Governance                     | UNFGG                                                         | 5.098.916            | 45,66 | 13         | 93         | 106    |
|                                                               | United People’s Freedom Alliance                              | UPFA                                                          | 4.732.664            | 42,38 | 12         | 83         | 95     |
|                                                               | Janatha Vimukthi Peramuna                                     | JVP                                                           | 543.944              | 4,87  | 2          | 4          | 6      |
|                                                               | Tamil National Alliance                                       | TNA                                                           | 515.963              | 4,62  | 2          | 14         | 16     |
|                                                               | Sri Lanka Muslim Congress                                     | SLMC                                                          | 44.193               | 0,40  | 0          | 1          | 1      |
|                                                               | Eelam People’s Democratic Party                               | EPDP                                                          | 33.481               | 0,30  | 0          | 1          | 1      |
|                                                               | Democratic Party                                              | DP                                                            | 28.587               | 0,26  | 0          | 1          | 1      |
|                                                               | Alle übrigen zusammen                                         |                                                               | 169.227              | 1,52  | 0          | 0          | 0      |
| Gültige Stimmen insgesamt                                     | Gültige Stimmen insgesamt                                     | Gültige Stimmen insgesamt                                     | 11.166.991           | 100,0 | 29         | 196        | 225    |
| Ungültige oder leere Stimmzettel (in Prozent der abgegebenen) | Ungültige oder leere Stimmzettel (in Prozent der abgegebenen) | Ungültige oder leere Stimmzettel (in Prozent der abgegebenen) | 517.123 (4,4 %)      |       |            |            |        |
| Abgegebene Stimmen gesamt (Wahlbeteiligung)                   | Abgegebene Stimmen gesamt (Wahlbeteiligung)                   | Abgegebene Stimmen gesamt (Wahlbeteiligung)                   | 11.684.098 (77,66 %) |       |            |            |        |
| Registrierte Wahlberechtigte                                  | Registrierte Wahlberechtigte                                  | Registrierte Wahlberechtigte                                  | 15.044.490 (100,0 %) |       |            |            |        |

1. ↑  Davon 11 ITAK, 2 TELO, 2 PLOTE und 1 EPRLF

Die UNP bzw. UNFGG gewann insgesamt 106 Parlamentssitze (47,1 %) und verfehlte damit knapp die absolute Mehrheit. Die UNP konnte jedoch wie bisher mit der parlamentarischen Unterstützung durch die JVP und den SLMC rechnen. Auch die TNA stand der Reform-Agenda des Premierministers Wickremesinghe grundsätzlich positiv gegenüber. In der UPFA/SLFP gab es ebenfalls eine „Reform-Fraktion“, die Präsident Sirisena unterstützen wollte.

### Ergebnisse nach Wahlkreisen
| Wahlkreis      | Gültige Stimmen | Sitze | UNP   | UNP   | UPFA   | UPFA  | TNA   | TNA   | JVP  | JVP   | Andere | Andere | Wahlbe- teiligung |
| Wahlkreis      | Gültige Stimmen | Sitze | %     | Sitze | %      | Sitze | %     | Sitze | %    | Sitze | %      | Sitze  | Wahlbe- teiligung |
| -------------- | --------------- | ----- | ----- | ----- | ------ | ----- | ----- | ----- | ---- | ----- | ------ | ------ | ----------------- |
| Colombo        | 01.208.899      | 19    | 53,00 | 11    | 39,21  | 7     | –     | 0     | 6,73 | 1     | 1,06   | 0      | 78,93             |
| Gampaha        | 01.224.401      | 18    | 47,13 | 9     | 44,92  | 8     | –     | 0     | 7,18 | 1     | 0,77   | 0      | 78,21             |
| Kalutara       | 0.0697.635      | 10    | 44,47 | 4     | 48,56  | 5     | –     | 0     | 5,52 | 1     | 1,45   | 0      | 80,13             |
| Mahanuwara     | 0.0793.100      | 12    | 55,57 | 7     | 38,98  | 5     | –     | 0     | –    | 0     | 5,45   | 0      | 79,13             |
| Matale         | 0.0277.380      | 5     | 49,84 | 3     | 45,54  | 2     | –     | 0     | 3,95 | 0     | 0,67   | 0      | 78,73             |
| Nuwara Eliya   | 0.0387.946      | 8     | 59,01 | 7     | 37,98  | 3     | –     | 0     | 1,44 | 0     | 1,57   | 0      | 78,77             |
| Galle          | 0.0624.211      | 10    | 42,48 | 4     | 50,07  | 6     | –     | 0     | 6,05 | 0     | 1,4    | 0      | 78,00             |
| Matara         | 0.0477.717      | 8     | 52,44 | 5     | 39,08  | 3     | –     | 0     | 7,38 | 0     | 1,1    | 0      | 78,61             |
| Hambantota     | 0.0365.829      | 7     | 35,65 | 3     | 53,84  | 4     | –     | 0     | 9,98 | 1     | 0,53   | 0      | 81,20             |
| Jaffna         | 0.0300.309      | 7     | 6,67  | 1     | 0 5,76 | 0     | 69,12 | 5     | 0,08 | 0     | 18,37  | 1      | 61,56             |
| Vanni          | 0.0164.775      | 6     | 23,98 | 1     | 12,72  | 1     | 54,55 | 4     | 0,53 | 0     | 11,69  | 0      | 71,89             |
| Batticaloa     | 0.0238.846      | 5     | 13,55 | 1     | 13,49  | 0     | 53,25 | 3     | 0,03 | 0     | 19,71  | 1      | 69,11             |
| Digamadulla    | 0.0326.195      | 7     | 46,30 | 4     | 27,39  | 2     | 13,92 | 1     | 1,65 | 0     | 10,74  | 0      | 73,99             |
| Trincomalee    | 0.0180.396      | 4     | 46,36 | 2     | 21,32  | 1     | 25,44 | 1     | 1,42 | 0     | 5,46   | 0      | 74,34             |
| Kurunegala     | 0.0962.423      | 15    | 45,85 | 7     | 49,26  | 8     | –     | 0     | 4,27 | 0     | 0,62   | 0      | 79,63             |
| Puttalam       | 0.0357.508      | 8     | 50,40 | 5     | 42,83  | 3     | –     | 0     | 3,42 | 0     | 3,35   | 0      | 68,83             |
| Anuradhapura   | 0.0475.383      | 9     | 44,82 | 4     | 48,35  | 5     | –     | 0     | 6,04 | 0     | 0,79   | 0      | 79,13             |
| Polonnauwa     | 0.0236.462      | 5     | 50,26 | 3     | 43,63  | 2     | –     | 0     | 5,71 | 0     | 0,40   | 0      | 79,81             |
| Badulla        | 0.0472.682      | 8     | 54,76 | 5     | 37,97  | 3     | –     | 0     | 4,54 | 0     | 2,73   | 0      | 80,07             |
| Monaragala     | 0.0262.988      | 5     | 52,53 | 3     | 41,97  | 2     | –     | 0     | 5,18 | 0     | 0,32   | 0      | 80,13             |
| Ratnapura      | 0.0632.196      | 11    | 44,94 | 4     | 51,19  | 6     | –     | 0     | 3,40 | 0     | 0,47   | 0      | 80,88             |
| Kegalle        | 0.0499.694      | 9     | 49,52 | 5     | 45,47  | 4     | –     | 0     | 3,64 | 0     | 1,37   | 0      | 79,81             |
| Gesamtergebnis | 11.166.991      | 196   | 45,66 | 93    | 42,38  | 83    | 4,62  | 14    | 4,87 | 4     | 2,48   | 2      | 77,66             |

1. ↑  davon 3,87 % für den SLMC
2. 1 2  davon 10,07 % und ein Mandat für die Eelam People’s Democratic Party
3. ↑  davon 3,47 % für den SLMC
4. 1 2  davon 16,11 % und ein Mandat für den Sri Lanka Muslim Congress
5. ↑  davon 10,15 % für den All Ceylon Makkal Congress

### Wahlkarten

Stimmenstärkste Parteien in den 22 Wahlkreisen: United National Party (UNP) United People’s Freedom Alliance (UPFA) Tamil National Alliance (TNA)
Mehrheiten in den 160 Stimmbezirken: United National Party (UNP) United People’s Freedom Alliance (UPFA) Tamil National Alliance (TNA)

## Nach der Wahl
Nach Bekanntwerden der vorläufigen Wahlergebnisse gestand Rajapaksa am 18. August 2015 ein, sein Wahlziel verfehlt zu haben. Er habe „einen guten Kampf verloren“ und sein „Traum Premierminister zu werden, habe sich verflüchtigt“. In einer Analyse des Wahlausgangs vermutete der sri-lankische Politikwissenschaftler Jayadeva Uyangoda, dass das Wahlergebnis zum Teil darin begründet sei, dass sich die UPFA ausschließlich auf das singhalesische Wählerpotential und den alten Politikstil gestützt habe und keine neuen Ideen zur Zukunftsgestaltung eingebracht habe. In den mehrheitlich singhalesischen Gebieten hatte die UPFA hohe Stimmenanteile gewonnen, aber deutlich schlechter in den Gebieten mit gemischter Bevölkerung bzw. in den Gebieten mit nationalen oder religiösen Minderheiten abgeschnitten. Die Mehrheit der Bevölkerung Sri Lankas wünsche sich die Herrschaft von Recht und Gesetz und nicht die Herrschaft eines starken Mannes, so der Direktor des National Peace Council (Nationalen Friedens-Rats) in Colombo, Jehan Perera. Der Wahlausgang sei auch ein Sieg des Präsidenten Maithripala Sirisena, der sein Reformprogramm nun fortsetzen könne. Allerdings ist für eventuelle Verfassungsänderungen eine Zweidrittelmehrheit im Parlament erforderlich, die nur im Kompromiss mit der Opposition zu erhalten ist.